# Diana Esmeralda Teruggi Dawson
Diana Esmeralda "Didi" Teruggi Dawson (La Plata, 3 de diciembre de 1950-La Plata, 24 de noviembre de 1976) más conocida como Diana Teruggi fue una estudiante Letras y docente de la Universidad Nacional de La Plata (UNLP), militante y víctima del terrorismo de Estado en Argentina durante la última dictadura cívico militar.

## Biografía
Diana Teruggi nació y se crio en La Plata en seno de una familia bautista. Su padre era Mario Egidio Teruggi, escritor, geólogo, investigador y profesor de la Facultad de Ciencias Naturales y Museo y director del Museo de La Plata. Su madre, Genoveva Dawson, fue una de las primeras botánicas egresadas de la Facultad de Ciencias Naturales y Museo y una pionera en los estudios en etnobotánica en Argentina. Además de Diana, Mario y Genoveva tuvieron otros tres hijos.
Asistió a la Escuela Primaria N°1 y, en 1964 realizó sus estudios secundarios en el Liceo Víctor Mercante.En 1970 comenzó a estudiar Letras en la Facultad de Humanidades y Ciencias de la Educación de la UNLP.En esta instutición fue designada Ayudante Alumna en la cátedra Literatura y Cultura Latinoamericana en 1974, pero a causa de la intervención de la Universidad, su cargo fue limitado en diciembre de ese año. En junio de 1975 rindió una materia por última vez.
El 14 de junio de 1972 se casó con Daniel Mariani en la parroquia Nuestra Señora del Valle.Daniel se desempeñaba como nodocente en el Liceo Víctor Mercante, donde Diana era docente desde 1971. Al momento de casarse, ella debió renunciar a los votos de la fe bautista y bautizarse en la fe cristiana y esto fue desaprobado por su padre.
El 12 de agosto de 1976 nació Clara Anahí Mariani Teruggi, la hija de Diana y Daniel, que fue secuestrada a los pocos meses cuando su madre fue asesinada.

## Militancia
Diana era militante de la Juventud Universitaria Peronista y de Montoneros.Daniel, su marido, también militaba en esas organizaciones. Había ingresado a Montoneros en 1974.
En 1975 compraron una pequeña vivienda en calle 30 N°1136 de La Plata, en la que funcionaría una Unidada Básica de Combate de Prensa dentro del Área Logística de Montoneros.Detrás de la fachada de un matrimonio joven que se dedicaba a la manufactura de conejo en escabeche, Diana, Daniel y otros militantes operaban una imprenta clandestina que editaban números de la revista Evita Montonera.La vivienda había sido refaccionada de manera clandestina para tal fin y en la misma se imprimió desde abril-mayo de 1976.También se imprimían otros documentos de la organización Montoneros.

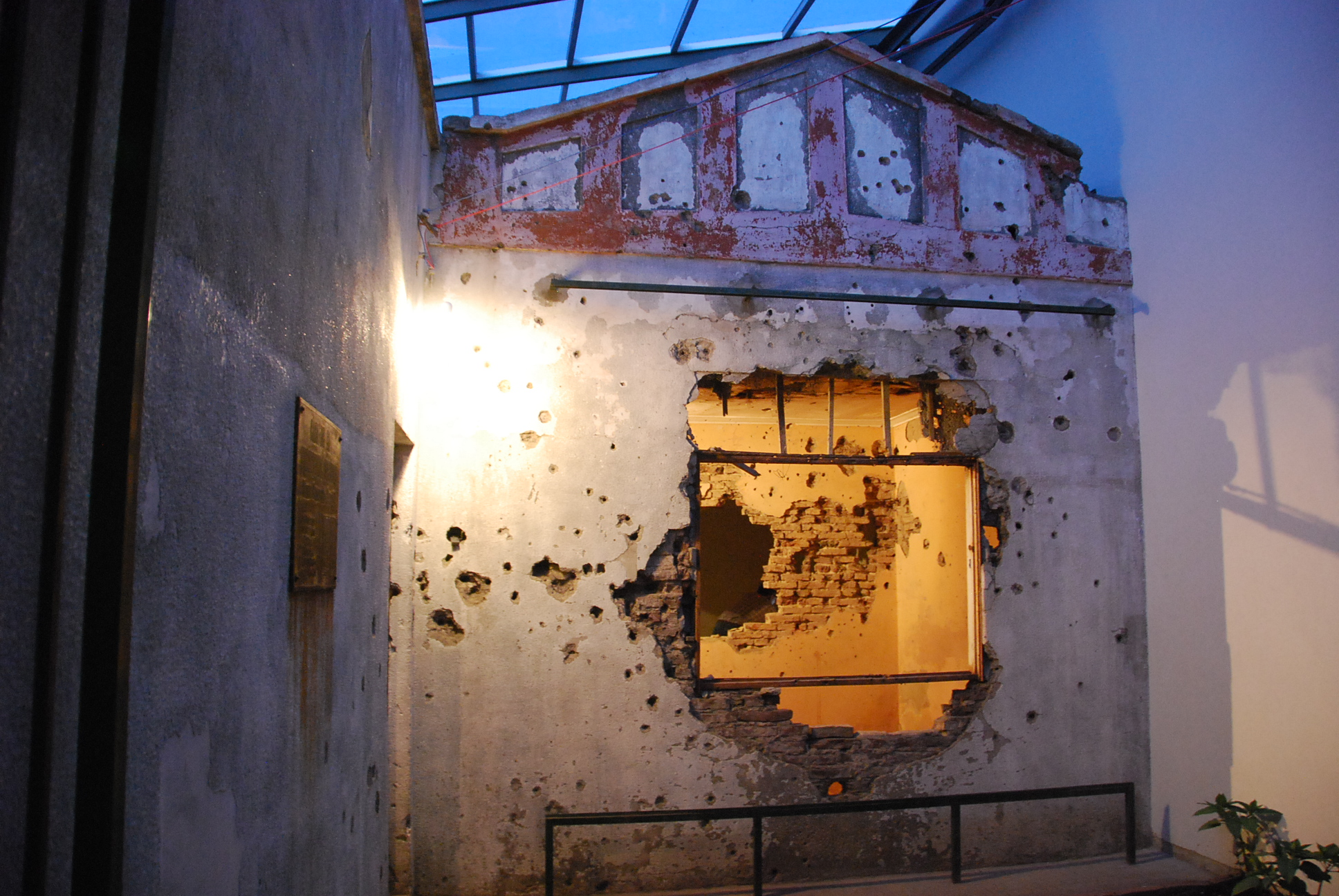
Fachada de la casa Mariani - Teruggi, donde fue asesinada Diana Teruggi

## Asesinato
El 24 de noviembre de 1976, aproximadamente a las 13:25hs, Diana E. Teruggi se encontraba almorzando con su hija Clara Anahí y los militantes Roberto César Porfidio (alias Abel), Daniel Mendiburu Eliçabe (alias Conejo), Juan Carlos Peiris (alias Beto) y Alberto Oscar Bossio (alias El Negro).
De pronto, se oyó por megáfono la orden "¡A los que están en la casa, salgan con las manos en alto! ¡Están rodeados por efectivos de las fuerzas conjuntas!" Afuera, se desplegaba un operativo de más de 100 personas, con efectivos del Regimiento 7 de Infantería, la X Brigada de Infantería, la Comisaría 5.ª, la Regional IV, la División de Investigaciones, el Cuerpo de Infantería Motorizada, el Comando de Operaciones Tácticas de la Policía Bonaerense, la Gendarmería y el Cuerpo de Bomberos.Los oficiales que supervisaban el operativo eran el general Guillermo Suárez Mason (I Cuerpo del Ejército), el coronel Ramón Camps (Policía Bonaerense) y el comisario Miguel Osvaldo Etchecolatz a su cargo.
Los ocupantes de la vivienda tomaron las armas e intentaron impedir el ingreso de las tropas. Resistieron durante casi tres horas. Camps ordenó disparar un mortero contra la casa, lo que debilitó el poder de defensa.
Luego de tres bajas, Diana Teruggi intentó escapar con su hija en brazos por el patio, pero fue alcanzada por los disparos.Testigos aseguran que antes de que cesara el fuego se escuchó una voz femenina gritar "Viva la patria, carajo".Luego, un oficial salió de la casa con un bulto envuelto en mantas, subió a un auto y partió de la escena.
Esa fue la última vez que se vio a Clara Anahí Mariani Teruggi. Sus abuelas, "Chicha" Mariani (Abuelas de Plaza de Mayo y Asociación Anahí) y Genoveva Dawson la buscaron durante el resto de sus vidas.
El cuerpo de Diana Teruggi fue enterrado como NN.Daniel, su esposo, había salido de la casa minutos antes de la balacera. Luego de la muerte de Diana y el secuestro de Clara Anahí, pasó a la clandestinidad y fue asesinado el 1 de agosto de 1977 en La Plata.También fue enterrado como NN en una fosa común del cementerio de La Plata, pero en 2015 se rectificó el acta de defunción.
La casa donde fue asesinada Diana E. Teruggi fue convertida en un Sitio de memoria y es sede de la Asociación Anahí desde 1996. Además, la Casa Mariani-Teruggi fue declarada de Interés Municipal en 1988, Patrimonio Cultural de la Provincia de Buenos Aires por el Senado de la Provincia de Buenos Aires (Ley Nº12.809 del 6 de diciembre de 2000), de Interés Nacional por la Secretaría de Cultura de la Presidencia de la Nación (Resolución S.C. N.º 1.068 del 7 de mayo de 2003) y Monumento Histórico Nacional, por la Comisión Nacional de Museos, Monumentos y Lugares Históricos, el 8 de julio de 2004 (Decreto N.º 848 P.E.).